# Benjamin Meschke
Benjamin Meschke (* 12. Januar 1991 in Plauen) ist ein deutscher Handballspieler.

## Karriere
Benjamin Meschke begann in seiner Heimatstadt Plauen mit dem Handball, ab 2005 besuchte er das Sportgymnasium des SC Magdeburg. In der Saison 2011/12 lief der 1,96 Meter große Kreisläufer für den Zweitligisten HC Empor Rostock auf, in der Folgesaison wechselte er zu SV Post Schwerin, den Meschke nach der Insolvenz des Vereins bereits im September 2012 wieder verließ und sich Eintracht Hildesheim anschloss. Ab der Saison 2013/14 spielte er für den Bundesligisten Bergischer HC, bei dem er einen Zweijahresvertrag unterschrieb. Ab dem Sommer 2015 lief er für den SC DHfK Leipzig auf. Er verlängerte seinen Vertrag in der Saison 16/17 um ein weiteres Jahr. Für die Leipziger absolvierte er 102 Spiele, in denen er 109 Tore erzielte. Zur Saison 2018/19 wechselte er zum HBW Balingen-Weilstetten. Nachdem Meschke sich am Fuß verletzt hatte, war er am Saisonende 2019/20 vereinslos. Im Mai 2021 nahm ihm der Bundesligist HC Erlangen bis zum Saisonende 2020/21 unter Vertrag. Im Oktober 2021 schloss er sich dem deutschen Bundesligisten TVB 1898 Stuttgart an. Im Februar 2022 wechselte Meschke zum Zweitligisten ASV Hamm-Westfalen, mit dem er im selben Jahr in die Bundesliga aufstieg. Seit der Saison 2023/24 steht er beim Schweizer Erstligisten Wacker Thun unter Vertrag.
Meschke gehörte zum Kader der Deutschen Jugend- und Juniorennationalmannschaft, für die er über 50 Länderspiele bestritt.